# Cydonia Mensae

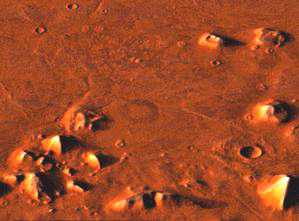
Vista da região

Cydonia Mensae é uma região em Marte. Localiza-se no hemisfério norte do planeta numa zona de transição entre a região sul densamente povoada de crateras e as planícies relativamente homogêneas ao norte. Alguns planetólogos acreditam que as planícies setentrionais podem ter sido leito oceânico em algum momento da história do planeta e que Cydonia pode ter sido uma zona costeira (ainda que essa tese permaneça incerta). A região de Cydonia é repleta de inúmeras mesas, algumas das quais atraem tanto interesse científico quanto popular.

## Rosto de Marte

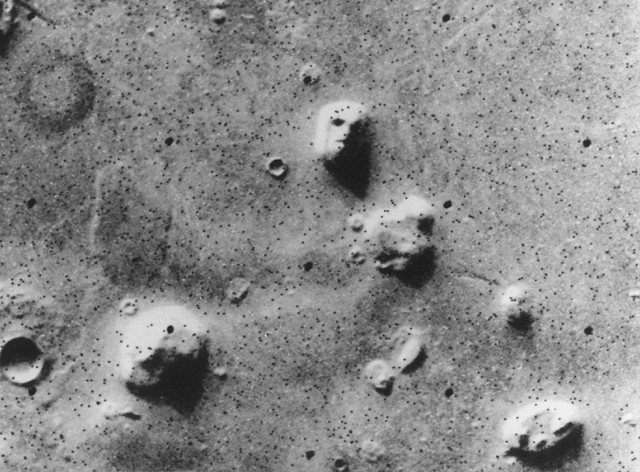
Imagem da Região Cydonia obtida pela Viking 1 lançada pelo NASA/JPL em 25 de Julho de 1976 (o norte está acima e à direita).

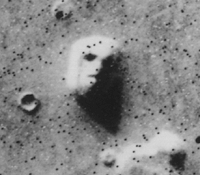
Versão pontilhada da foto-montagem (#35A72) do 'Rosto de Marte'. Os pontos escuros que dão à imagem uma aparência manchada são erros de dados.

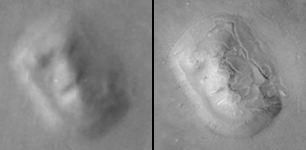
A segunda imagem da Viking de 1976 (à esquerda, imagem #70A13) comparada com uma imagem de 2001 da Mars Global Surveyor (direita). Resolução de 20 metros por pixel.

Uma das mesas de Cydonia, situada na latitude 40°75' norte e longitude 9°46' oeste, possui uma interessante aparência de uma face humanóide sobre Marte revelada em uma foto tirada pela Viking 1 em 25 de Julho de 1976. Essa descoberta foi feita independentemente por dois engenheiros computacionais do Goddard Space Flight Center, da NASA Vincent DiPietro e Gregory Molenaar. Enquanto vasculhavam os arquivos da NASA descobriram duas imagens arquivadas erroneamente, filmes da Viking 35A72 e 70A13. Quando as imagens foram originalmente adquiridas em 1976, o chefe da Viking Gerry Soffen descreveu a "face" na imagem 35A72 como "um truque de luz e sombra" que "desapareceu horas mais tarde"[carece de fontes?]. No entanto, a segunda imagem da "face", 70A13, foi capturada pela Viking após orbitar o planeta 35 vezes depois de ter tirado a primeira foto, com um "ângulo solar" diferente da imagem 35A72.
Alguns comentadores, mais notavelmente Richard C. Hoagland, acreditam que tal formação possa ser evidencia de uma civilização marciana há muito tempo extinta, junto a outras formações tais como aparentes pirâmides, as quais fariam parte de cidade arruinada. Análises de imagens das antigas imagens da Viking levaram alguns pesquisadores a sugerir que as formações humanoides em Marte podem não ser uma consequência acidental do ponto de vista.
No entanto, hoje é geralmente aceito que tudo não passa de ilusão de ótica, um exemplo de pareidolia. Após análises de dados de alta resolução da Mars Global Surveyor, a NASA declarou que "uma análise detalhada das múltiplas imagens dessa formação revela uma típica montanha marciana que, aparenta ilusoriamente uma face humana dependendo do ângulo de visão e da iluminação". Ilusões óticas similares podem ser encontradas na geologia da Terra; um exemplo é a Badlands Guardian, que lembra uma cabeça humana vestida com um adorno nativo americano.
Originalmente, dezoito imagens da região de Cydonia Mensae foram capturadas pelas sondas Viking 1 e Viking 2, mas apenas sete possuíam resoluções melhores que 250 m/pixel. As outras onze imagens possuem resolução pior que 550 m/pixel e são virtualmente inúteis para o estudo dessa formação. Das sete imagens úteis, a iluminação e o tempo em que dois pares de imagens foram tiradas são tão próximos que o número de imagens distintas úteis são reduzidas a cinco. As imagens do CD-ROM Mission to Mars: Viking Orbiter Images of Mars são: 35A72 (VO-1010), 70A13 (VO-1011), 561A25 (VO-1021), 673B56 & 673B54 (VO-1063), and 753A33 & 753A34 (VO-1028).
Desde setembro de 2006, uma sucessão de novos dados da região da Cydonia tem sido publicados pela Agência Espacial Europeia e pela equipe do HiRISE. Essas imagens incluem fotografias tiradas pelas sondas Mars Express e Mars Reconnaissance Orbiter, e uma animação em 3D "Face on Mars" usando uma combinação de dados digitais da High Resolution Stereo Camera (HRSC) da sonda Mars Express e da Mars Orbiter Camera (MOC) acoplada na sonda Mars Global Surveyor da NASA. Em contraste com a relativamente baixa resolução das imagens da Viking de Cydonia, essas novas plataformas permitem uma resolução muito melhor. As imagens da Mars Express possuem uma resolução de 14 m/pixel ou melhor.
À parte as especulações envolvendo a suposta origem artificial, Cydonia e o Rosto de Marte aparecem frequentemente na cultura popular, incluindo filmes, séries de televisão, videogames, gibis, e mesmo música. O astrônomo Carl Sagan foi um grande crítico da especulação em torno do Rosto em um capítulo epônimo de seu livro O Mundo Assombrado por Demônios.

### Astronomia
- Projeto Viking, NASA
- Mars Express, ESA (página da NASA)
- Mars Global Surveyor, NASA
- Imagens em alta resolução de Cydonia, Mars Express orbiter
- Astronomy Picture of the Day 25-9-06, imagens recentes do Rosto de Marte
- Astronomy Picture of the Day 26-9-06, imagens recentes de Cydonia Mansae (incluindo o Rosto de Marte)
- Discussion of MOC and "Face on Mars", Malin Space Science Systems (também, Rosto de Marte)
- Cydonia Mensae no Google Mars
- Imagens de Cydonia processadas independentemente.
- Interactive 3D "Face on Mars", Shockwave piece at MarsQuest Online.

### "Rosto em Marte" como artefato
- The Enterprise Mission, site oficial de Hoagland
- The Hidden Records, site oficial de um livro de Wayne Herschel
- Face on Mars, entrada no Skeptic's Dictionary
- Hoagland debunking at Bad Astronomy, uma discussão sobre ciência e pseudociência sobre Cydonia
- The exact position of the Face on Mars on Geody, ligado ao NASA World Wind